# قورية (قصرش)
بلدية قورية أو قُرية (بالإسبانية: Coria)‏، هي بلدية تقع في مقاطعة قصرش والتي تقع في منطقة إكستريمادورا، غرب إسبانيا.
يبلغ عدد سكانها 12.767 نسمة وفقاً لإحصائية سنة (2007).و تبلغ مساحتها 103 كم2،و بذلك تكون الكثافة السكانية 123,95 نسمة/كم2. يبلغ ارتفاعها 280 م عن سطح البحر.

## أعلام
- سيزار سانشيز

## وصلات خارجية
- موقع رسمي